# Hilmar-Irwin
Hilmar és una població dels Estats Units a l'estat de Califòrnia. Segons el cens del 2000 tenia 4.807 habitants.

## Demografia
Segons el cens del 2000, Hilmar tenia 4.807 habitants, 1.602 habitatges, i 1.315 famílies. La densitat de població era de 473,5 habitants/km².
Dels 1.602 habitatges en un 42% hi vivien nens de menys de 18 anys, en un 67,9% hi vivien parelles casades, en un 9,5% dones solteres, i en un 17,9% no eren unitats familiars. En el 14,6% dels habitatges hi vivien persones soles el 8,9% de les quals corresponia a persones de 65 anys o més que vivien soles. El nombre mitjà de persones vivint en cada habitatge era de 3 i el nombre mitjà de persones que vivien en cada família era de 3,32.
Per edats la població es repartia de la següent manera: un 29% tenia menys de 18 anys, un 9% entre 18 i 24, un 29,5% entre 25 i 44, un 19,3% de 45 a 60 i un 13,2% 65 anys o més.
L'edat mediana era de 34 anys. Per cada 100 dones de 18 o més anys hi havia 98,1 homes.
La renda mediana per habitatge era de 40.951 $ i la renda mediana per família de 46.250 $. Els homes tenien una renda mediana de 35.244 $ mentre que les dones 23.551 $. La renda per capita de la població era de 16.113 $. Entorn del 4,3% de les famílies i el 6,4% de la població estaven per davall del llindar de pobresa.

## Poblacions més properes
El següent diagrama mostra les poblacions més properes.